# Torgiano spumante
Il Torgiano spumante è un vino DOC la cui produzione è consentita nella provincia di Perugia.

## Caratteristiche organolettiche
- colore: paglierino più o meno intenso-perlage fine e persistente.
- odore: leggero e piacevolmente fruttato.
- sapore: secco e netto, elegante ed armonico con vago sentore di mela e biancospino.

## Produzione
Provincia, stagione, volume in ettolitri
- Perugia  (1996/97)  217,14